# Seabury Quinn
Seabury Grandin Quinn (1 de enero de 1889 - 24 de diciembre de 1969) fue un escritor estadounidense especializado en el género del relato breve de terror y ciencia ficción. Llegó a ser muy conocido por publicar en revistas pulp como Weird Tales, de la que fue el máximo colaborador.

## Biografía
Nació en 1889 en Washington D. C., donde se crio. Estudió leyes en la National University, graduándose en 1910. Sirvió en el ejército durante la Primera Guerra Mundial, mudándose seguidamente a Nueva York, donde inició su carrera literaria, que compaginó con su trabajo de abogado experto en legislación funeraria. Enseñó dicha materia en varias escuelas durante muchos años. Además, durante 15 años, fue editor de la destacada revista de negocios Casket & Sunnyside.
Quinn debe su celebridad a la creación del personaje del detective de lo sobrenatural francés Jules de Grandin para la revista Weird Tales. Este personaje, como le ocurriría a Arthur Conan Doyle con su Sherlock Holmes, llegaría a eclipsar la figura de su propio creador. Según algunas fuentes, publicó su primer cuento, The Stone Image, (‘La efigie de piedra’) en 1919. Otras fuentes proponen Painted gold ('Pintura dorada') como su primera publicación, alrededor de 1917/18, y también sería anterior Demons of the Night ('Demonios de la noche'), publicado en Detective Story Magazine, en un número de marzo de 1918, seguido por Was She Mad? ('¿Estaba loca?'), en ese mismo mes. Su primer libro, Roads ('Calles'), (una visión sorprendente del mito de Santa Claus, extraído de las leyendas cristianas) fue publicado por la editorial Arkham House en 1948.
Su primera gran criatura literaria fue el personaje del Dr. Towbridge, al que unió posteriormente el ya citado del detective Jules de Grandin, aparecido en Weird Tales en octubre de 1925, en el relato The Horror on the Links. Las historias que tenían de protagonista a este personaje resultaron un éxito sin precedentes para la revista. Hasta los años 50 escribió casi 100 relatos con estos personajes, lo que le permitió superar en ventas y popularidad, y de lejos, a pesos pesados del género como H. P. Lovecraft, Robert E. Howard, Clark Ashton Smith y compañía.
En 1937 se mudó a Washington y durante la Segunda Guerra Mundial trabajó para el Gobierno. Entretanto, siguió escribiendo, ahora no-ficción, bajo el pseudónimo de 'Jerome Burke'. Basándose en sus experiencias en el pintoresco mundo de las funerarias escribió This I Remember: The Memoirs of a Funeral Director.
La quiebra de revistas como Weird Tales (que se dejó de publicar en 1952), redujo mucho su producción a partir de ese momento.
Seabury Quinn falleció en diciembre de 1969.
Más allá del gran éxito que le supuso el personaje de Jules de Grandin, la crítica ha destacado en él sus magistrales dotes narrativas, sus acendradas virtudes estilísticas y su capacidad para transmitir a sus historias el meollo de sus extensas lecturas de todo tipo, desde el terreno del ocultismo hasta las cuestiones históricas y sociológicas del mayor interés.

## Obra

### Novelas
- Roads (1948)
- The Devil's Bride (1976)

### Libros de cuentos
- The Phantom Fighter (1966)
- Is the Devil a Gentleman?: The Best Fiction of Seabury Quinn 1970)
- The Skeleton Closet of Jules de Grandin (1976)
- The Adventures of Jules de Grandin (1976)
- The Casebook of Jules de Grandin (1976)
- The Hellfire Files of Jules de Grandin (1976)
- The Horror Chambers of Jules de Grandin (1977)
- Weird Crimes and Servants of Satan (1997)
- Night Creatures (2000)
- This I Remember: The Memoirs of a Funeral Director (2002) (con el pseudónimo 'Jerome Burke')

### No ficción
- Syllabus of Mortuary Jurisprudence (1933)

### Antologías que contienen cuentos de Seabury Quinn
- The Other Worlds (1941)
- Who Knocks? (1946)
- The 1st Pan Book of Horror Stories (1959)
- The 5th Pan Book of Horror Stories (1964)
- Worlds of Weird: Horror-adventure-enchantment from the pages of Weird Tales (1965)
- Famous Monster Tales (1967)
- Tales of Terror (1967)
- Book of the Werewolf (1973)
- Kurt Singer's Gothic Horror Book (1974)
- The Black Magic Omnibus Volume 1 (1976)
- The Supernatural Solution (1976)
- Chamber of Horrors (1978)
- Les Meilleurs Recits de Weird Tales Tome 3 (1938-1942) (1979)
- 100 Ghastly Little Ghost Stories (1992)
- Great American Ghost Stories, Volume Two (1993)
- Nursery Crimes (1993)
- 100 Tiny Tales of Terror (1996)
- Supernatural Sleuths (1996)
- The Vampire Hunters' Casebook (1996)
- Virtuous Vampires (1996)